# Hemileucíneos
Hemileucíneos (Hemileucinae) são uma subfamília de Saturniidae, exclusivamente americana. O estágio larval dassa subfamília é comumente chamados de Taturana, devido a sua armadura de estruturas urticantes, que podem causar envenenamento e seres humanos.